# Димитър Богоевски
Димитър (Мите) Пандев Богоев, наречен по-късно Богоевски (на македонска литературна норма: Димитар Богоевски), е югославски комунистически партизанин и народен герой на Югославия.

## Биография
Роден е на 31 октомври 1918 година в село Болно. Завършва училище в родното си село, а след това търговска гимназия в Битоля. След това започва да учи в Икономическия факултет в Белград, но поради финансови затруднения прекъсва и се връща в родния си край.
През 1939 година става член на ЮКП, а след това и секретар на Местния комитет на ЮКП в Ресен. Поради революционна дейност е арестуван през 1940 година от сръбската полиция и хвърлен в затвора в Белград. През 1942 година е арестуван от българската полиция, а после освободен. През същата година участва в създаването на партизански отряд „Даме Груев“. На 12 септември 1942 година заедно със Стефан Наумов са обградени от български военни части и полиция в местността Долец до родното му село. Двамата не се предават, а се самоубиват. След Втората световна война е обявен за национален герой на Югославия.
Богоевски се изявява като поет. Зад себе си оставя няколко песни, между които „Спроти Илинден“ (1938), „Стојанка млада партизанка“, „Разделвачка“ (публикувана във вестник „Наша реч“ през 1940 година) и „Триесет и девет минаја“. Песента „Триесет и девет минаја“ е написана по повод влизането на отряд „Даме Груев“ в село Смилево на Илинден 1942 година.